# کوکلئا
کوکلئا (به لاتین: Kouklia) یک منطقهٔ مسکونی در قبرس شمالی است که در ناحیه غازی ماغوسا واقع شده‌است.